# Slagelse Wolfpack 2019
Questa voce raccoglie le informazioni riguardanti gli Slagelse Wolfpack nelle competizioni ufficiali della stagione 2019.

## Danmarksserien 2019

### Prima fase
| Slagelse 14 aprile 2019, ore 14:00 2ª giornata | Slagelse Wolfpack | 8 – 44 referto | Næstved Vikings | Nordhallen |

| Slagelse 28 aprile 2019, ore 14:00 5ª giornata | Slagelse Wolfpack | 12 – 14 referto | Køge Marines | Nordhallen |

| Slagelse 25 maggio 2019, ore 14:00 9ª giornata | Slagelse Wolfpack | 0 – 52 referto | Avedøre Monarchs | Nordhallen |

| Næstved 1º giugno 2019, ore 14:00 11ª giornata | Næstved Vikings | 58 – 8 referto | Slagelse Wolfpack | SJSI Vikings |

| Køge 23 giugno 2019, ore 14:00 14ª giornata | Køge Marines | 50 – 0 (a tavolino) referto | Slagelse Wolfpack | Rishøjhallen |

| Hvidovre 30 giugno 2019, ore 14:00 15ª giornata | Avedøre Monarchs | 50 – 0 (a tavolino) referto | Slagelse Wolfpack | Hvidovre Gymnasium |

### Seconda fase
| Næstved 10 agosto 2019, ore 14:00 Turno 1 | Næstved Vikings | 50 – 0 (a tavolino) referto | Slagelse Wolfpack | SJSI Vikings |

| Slagelse 17 agosto 2019, ore 14:00 Turno 2 | Slagelse Wolfpack | 0 – 50 (a tavolino) referto | Ytown Rockets/ Rønne Bears | Nordhallen |

| Slagelse 1º settembre 2019, ore 14:00 Turno 4 | Slagelse Wolfpack | 0 – 50 (a tavolino) referto | Næstved Vikings | Nordhallen |

| Ystad 8 settembre 2019, ore 14:00 Turno 5 | Ytown Rockets /Rønne Bears | 50 – 0 (a tavolino) referto | Slagelse Wolfpack | Ystad IF |

## Statistiche di squadra
| Competizione | %Vittorie | In casa | In casa | In casa | In casa | In casa | In casa | In trasferta | In trasferta | In trasferta | In trasferta | In trasferta | In trasferta | Totale | Totale | Totale | Totale | Totale | Totale |
| Competizione | %Vittorie | G       | V       | N       | P       | Pf      | Ps      | G            | V            | N            | P            | Pf           | Ps           | G      | V      | N      | P      | Pf     | Ps     |
| ------------ | --------- | ------- | ------- | ------- | ------- | ------- | ------- | ------------ | ------------ | ------------ | ------------ | ------------ | ------------ | ------ | ------ | ------ | ------ | ------ | ------ |
| Prima fase   | .000      | 3       | 0       | 0       | 3       | 20      | 110     | 3            | 0            | 0            | 3            | 8            | 158          | 6      | 0      | 0      | 6      | 28     | 268    |
| Seconda fase | .000      | 2       | 0       | 0       | 2       | 0       | 100     | 2            | 0            | 0            | 2            | 0            | 100          | 4      | 0      | 0      | 4      | 0      | 200    |
| Totale       | .000      | 5       | 0       | 0       | 5       | 20      | 210     | 5            | 0            | 0            | 5            | 8            | 258          | 10     | 0      | 0      | 10     | 28     | 468    |